# Кокубунџи
Кокубунџи (јап. 国分寺市) град је у Јапану у префектури Токио. Према попису становништва из 2005. у граду је живело 117.604 становника.

## Становништво
Према подацима са пописа, у граду је 2005. године живело 117.604 становника.
| 1995.   | 2000.   | 2005.   |
| ------- | ------- | ------- |
| 105.786 | 111.404 | 117.604 |